# Sriracha
Sriracha er en stærk fermenteret chilisauce, lavet af chili, eddike, hvidløg, sukker og salt. Den er opkaldt efter kystbyen Si Racha i Thailand.
En af de mest berømte varianter er fremstillet af Huy Fong Foods, et amerikansk firma, og har et billede af en hane på forsiden og har grønt låg. Huy Fongs sriracha indeholder konserveringsmidlet natriumbisulfit (E 222) og kan tåle at stå uden køl. Autentisk thailandsk sriracha indeholder derimod ingen konserveringsmidler og bør opbevares koldt efter åbning.